# Società Italiana Ernesto Breda
Società Italiana Ernesto Breda

## Története
A céget Ernesto Breda alapította 1886-ban Milánóban. Eredetileg mozdonyokat és egyéb vasúti gépeket gyártott, később azonban fegyverek és repülőgépek gyártásával is foglalkozott. Alkalmanként, nem folyamatosan, a vállalat trolibuszokat is gyártott. 1935-ben felvásárolta az Officine Ferroviarie Meridionali vasúti részlegét, majd nem sokkal később ugyanennek a vállalatnak a repülőgép részlegét.
A Breda által tervezett géppisztolyok, mint például a Breda Model 30 és a Breda Model 37, az olasz királyi hadsereg alapfelszerelését képezték a második olasz-abesszíniai háború, Albánia olasz megszállása és a második világháború alatt. A háborús termelés csúcsán a vállalatnak 26 000 alkalmazottja volt. 1954-re a létszám körülbelül 8000 főre csökkent.
1962-ben a Bredát az EFIM részeként államosították, de az 1990-es években felszámolták. A vonat- és villamosgyártó részleg AnsaldoBreda néven egyesült az Ansaldóval, a fegyvergyártó részleg Breda Meccanica Bresciana néven vált önálló egységgé, ahogy a kutatási részleg is Istituto Scientifico Breda néven.

## Termékek

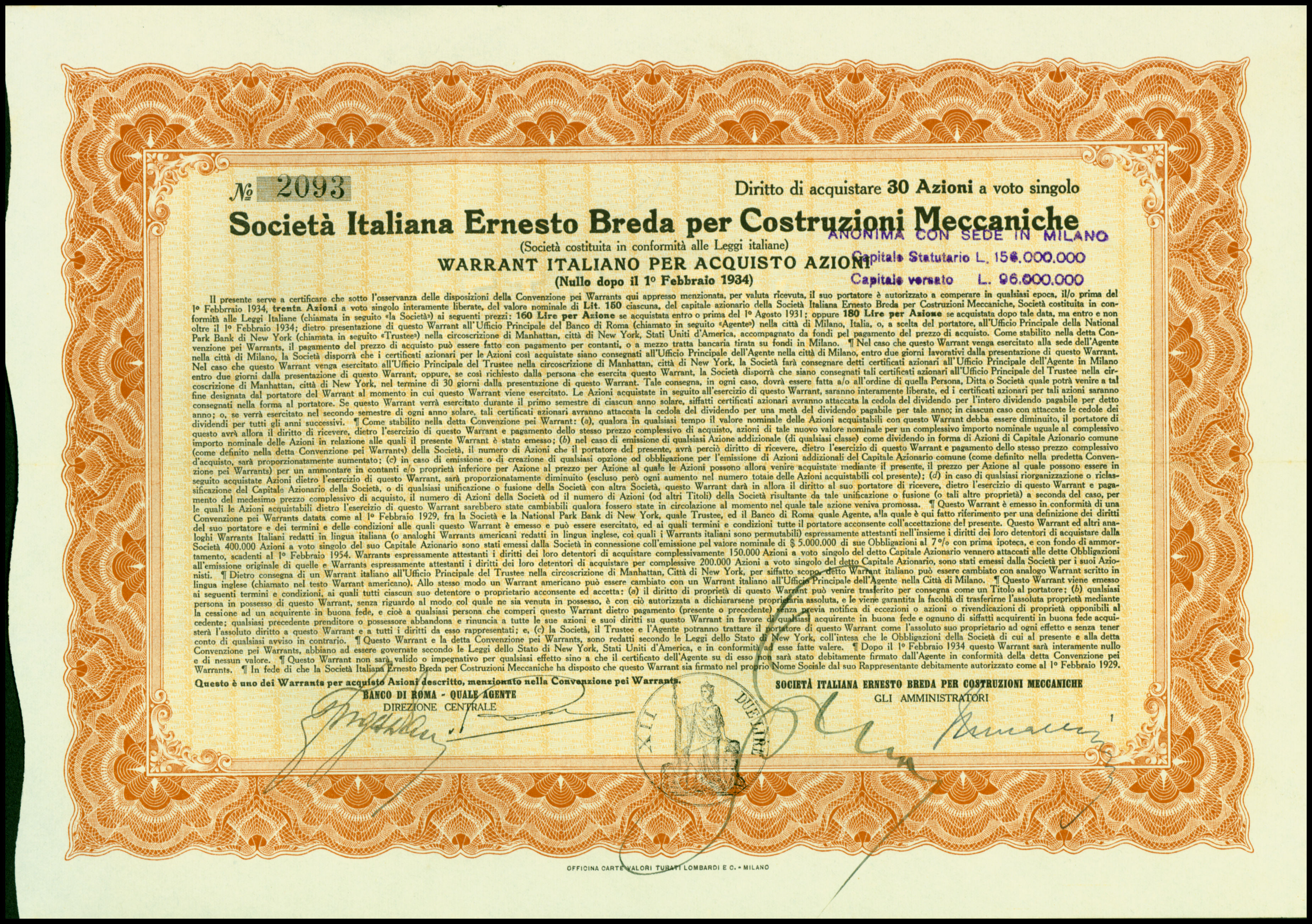
A Società Italiana Ernesto Breda per Costruzioni Meccaniche társaság 1929. február 1-jén kiállított okirata.

### Repülőgépek
- A.2
- A.4
- A.7
- A.8
- A.9
- A.10
- A.14
- Ba.15
- Ba.19
- CC.20
- Ba.25
- Ba.26
- Ba.27
- Ba.28
- Ba.32
- Ba.33
- Ba.39
- Ba.42
- Ba.44
- Ba.46
- Ba.64
- Ba.65
- Ba.75
- Ba.79S
- Ba.82
- Ba.88
- Ba.92
- Ba.201
- Ba.205
- BP.471
- BZ.308
- BZ.309
- Tebaldi-Zari

### Vasúti járművek

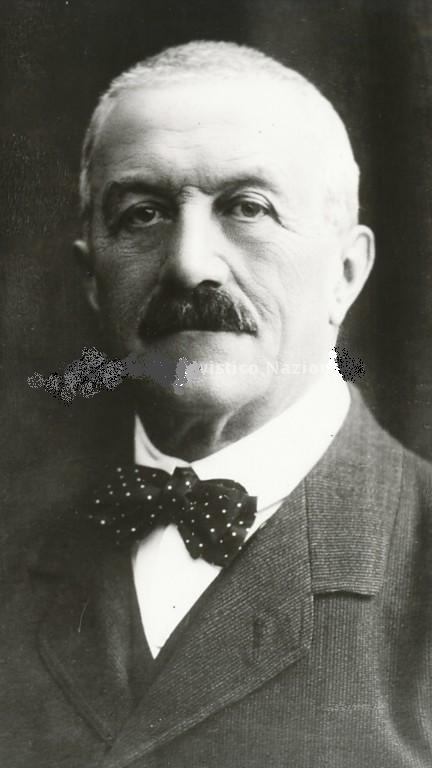
Ernesto Breda, c. 1920

#### Mozdonyok
- South African 15CA 4-8-2 sorozat[2]
- SEK class Μα
- E.330
- D.341
- D.345
- D.443
- E.424
- E.428
- E.636
- HŽ 1061 sorozat

#### Dízel- és villamos motorvonatok
- ETR 200
- ETR 240
- ETR 300
- FNM E.750

#### Metrók
- Washingtoni metró 2000-es, 3000-es és 4000-es sorozat
- Breda A650

#### Villamosok és könnyű vasutak
- ATM Class 1500
- ATM Class 4600 and 4700
- LRVs for RTA Rapid Transit (Cleveland)
- MBTA Green Line Type 8 (production continued after merger)
- LRV2 and LRV3 for Muni Metro (San Francisco)